# Красильников, Сергей Александрович
Серге́й Алекса́ндрович Краси́льников (род. 30 октября 1949, Нарым, Томская область) — советский и российский историк; доктор исторических наук (1995), ведущий научный сотрудник сектора истории социально-экономического развития Института истории СО РАН, профессор (2000), заведующий кафедрой отечественной истории Новосибирского государственного университета (с 2004).

## Биография
Окончил Новосибирский государственный университет (1971).
Учителя: М. М. Громыко, Н. Н. Покровский, Л. М. Горюшкин, Б. П. Орлов, В. Л. Соскин.
Кандидат исторических наук (1980): «Интеллигенция Западной Сибири в период борьбы за победу и утверждение Советской власти (1917- лето 1918 гг.)»
Доктор исторических наук (1995): «Социально-политическое развитие интеллигенции Сибири в 1917 — середине 1930-х гг.»
1971 — директор музея политических ссыльных большевиков (с. Нарым Томской области).
1972—1973 — служба в СА.
1973—1976 — аспирант ИИФФ СО АН СССР.
С 1976 г. — в Институте истории СО РАН: младший и старший научный сотрудник, заведующий сектором, заместитель директора по науке.
Профессор Новосибирского государственного университета.

## Общественная позиция
В феврале 2022 года подписал открытое письмо российских учёных и научных журналистов с осуждением вторжения России на Украину и призывом вывести российские войска с украинской территории.

## Основные работы

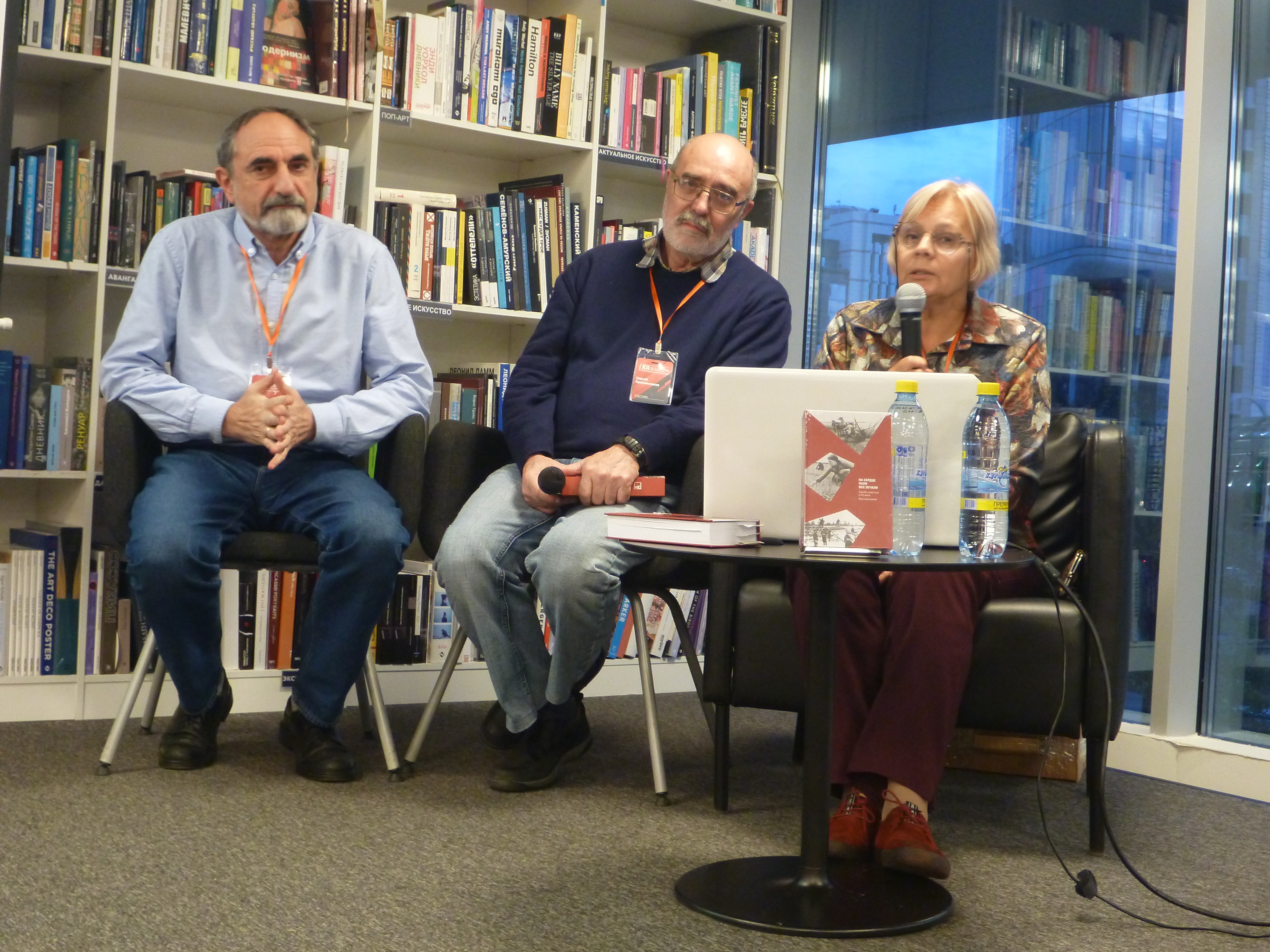
Сергей Красильников (в центре) в Ельцин-центре, 2019 год

Автор более двух сотен научных публикаций, в том числе:
Интеллигенция Западной Сибири в период борьбы за установление и упрочнения Советской власти : 1917 — июнь 1918 гг. : диссертация … кандидата исторических наук : 07.00.02. Новосибирск, 1980. 226 с.
- Интеллигенция Сибири в период борьбы за победу и утверждение Советской власти, 1917 — лето 1918. Новосибирск, 1985. 255 с. (в соавт.).
- Социально-политическое развитие интеллигенции Сибири в 1917- середине 1930-х гг. : автореферат дис. … доктора исторических наук : 07.00.02 / Рос. академия наук. Сибирское отд-ние. Ин-т истории. Новосибирск, 1995. 44 с.
- Серп и молох. Крестьянская ссылка в Западной Сибири в 1930-е годы. М., 2003. 287 с.
- Маргиналы в социуме. Маргиналы как социум. Сибирь. 1920—1930-е гг. Новосибирск, 2004. 456 с. (в соавт.).
- Политбюро и крестьянство: высылка, спецпоселение. 1930—1940: В 2 кн. М., 2005. Кн. 1. 912 с.; 2006. Кн. 2. 1016 с. (в соавт.).
- Корни и щепки. Крестьянская семья на спецпоселении в Западной Сибири (1930 — начало 1950-х гг.). Новосибирск, 2008. 392 с. (в соавт.).
- Маргиналы в советском социуме. 1930-е — середина 1950-х гг. Новосибирск, 2010. 450 с. (в соавт.).
- Судебный процесс "Промпартии" 1930 г.: подготовка, проведение, итоги : в 2 кн. Кн. 1 / отв. ред. С. А. Красильников ; Федер. арх. агентство, Рос. гос. архив соц.-полит. истории, Архив Президента РФ [и др.]. М.: РОССПЭН, 2016. - 854, [1] с., [12] л. ил., портр. : табл. (Архивы Кремля). - Библиогр. в подстроч. примеч. Указ. имен : с. 801- 834. - ISBN 978-5-8243-2071-8